# 鄭寅普
鄭 寅普（日本語読み：てい いんふ、朝鮮語読み：チョン・インボ、朝: 정인보、陰暦1893年5月6日/陽暦1893年6月19日 - 1950年）は、日本統治時代の韓国学者・歴史学者・作家、大韓民国初期の政治家・作家。字は経業、雅号は薝園・薇蘇山人・為堂。本貫は東萊鄭氏。
朝鮮文学者の鄭良婉は三女、姜信沆はその夫。

## 生涯
1893年にソウルの明洞で名門家の一人息子として生まれた。有名な学者李建芳に師事し、1913年に上海市に渡って朴殷植・申圭植などとともに同済社を結成した。
帰国後、延世大学校で講義する一方、東亜日報論説委員として働いて著述活動をした。史学に関心を持ち、李氏朝鮮後期の実学者、陽明学者、その外の学派の著述を解題とその学通を明らかにし、またその出版ではこれを校閲したりした。その中でも心血を注いだのは実学者で、特に星湖と茶山の著述であった。
1930年代に歴史研究に没頭し始めた、日本官学者による国史歪曲を改めるとして、本格的な歴史研究を始め、『朝鮮5千年の精神』との見出しで東亜日報に連載され、後（1946年）に『朝鮮史研究』として刊行された。彼の歴史研究は丹斎史学に啓発され、それを受け継ぎ、その該博な漢学の知識と広範な史料の渉鮮は丹斎史学の古代史の展開をよりもっと完璧に体系化し、丹斎史学の史論の充実した理論で完成させた。そして民族史学の歴史意識の特徴を端的に表現する精神史観を見せた。
日本統治時代末期には創氏改名などを強要する雰囲気に抵抗して山奥で隠遁生活をした。
1945年8月の光復後に国学大学の招待学長を勤めた。また光復節歌を作った。1945年12月23日午後 2時、金九が主観する殉国先烈追念大会に参加した。殉国先烈追念大会委員に選出された。金九がモスクワ三国外相会議に反発して信託統治反対運動を推進するために12月30日結成した信託統治反対国民総動員委員会委員になった。

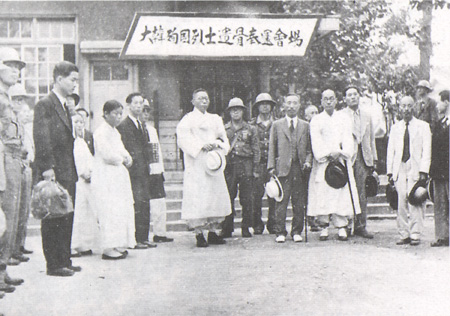
1946年3月3月の殉国3義士遺体奉還に立ち会う金九・方応謨などとともに

1946年に『朝鮮史研究』(ソウル新聞社)を著わした。2月14日に韓国民主党（韓民党）結成大会が開かれたが、呂運亨・咸台永・金昌淑・趙素昻などとともに韓民党議員の議席を拒否した。
1946年6月15日午後5時40分に京城駅に到着した尹奉吉・李奉昌・白貞基の遺骨を迎接し、太古寺に用意された殯所に参列した。
1948年、韓国政府樹立後、李承晩によって三顧の礼を受け、招待監察委員長に選任されたが、李承晩の側近任永信の汚職事件で厳罰を要求して大統領と険悪な関係になって辞任した。
1949年、民族陣営強化推進委員会に参加した。
1950年、朝鮮戦争が勃発。李承晩逃亡後のソウルで7月31日に朝鮮人民軍の捕虜となった。韓国側ではこれを「拉北」としている。以後の消息、死亡の時期は明らかでない。シン・ギョンワンの証言によれば、北朝鮮政権により反動勢力に分類され、国軍北進中狄踰嶺山脈で10月23日から25日間も放置され、その後、病院に送られて、同年11月頃に死亡したと言われている。他方、北朝鮮での公式死亡日は9月7日とされ、北行直後に黄海道で爆撃によって死亡したことになっている。ただし、これは拉北者の死の責任をアメリカに押し付けるため捏造したという説がある。

## 死後
1990年に建国勲章独立章を追贈された。
2001年に延世大学校は、民族史観確立と国学振興に献身した鄭寅普を称えるために、第2人文館を「為堂鄭寅普先生記念館」と命名した。
2008年8月、学術誌『韓国史市民講座』下半期号(43号)で大韓民国建国 60周年特集『大韓民国を立てた人々』で建国の基礎となった32人を選定した時、教育・学術部門の一人として選ばれた。

## 主張
朝鮮半島に存在した漢四郡は朝鮮半島の外に存在したとか、存在しなかったと主張しており、古朝鮮が中国北京の東側と内モンゴルの南側の遼西地域にまで「大古朝鮮」が広がっていたとか、楽浪郡は遼河の西側にあり、朝鮮半島北部説は植民史学の名残などと主張している韓国の在野の歴史学界（大学教授でない歴史学者からなる歴史学界）を、申采浩・李址麟・尹乃鉉とともに理論的に後押ししていると指摘されている。

## 家族
- 曾祖父 : 鄭元容
- 祖父 : 鄭基年
- 父 : 鄭誾朝
- 妻 : 趙慶姫
  - 女子 : 鄭貞婉、鄭良婉、鄭平婉
  - 女子 : 鄭庚婉 - 洪命熹の息子の홍기무と結婚[10][11]
  - 男子 : 鄭淵謨、鄭尚謨、鄭興謨（朝鮮戦争時に5師団で鉄原地区で戦死）、鄭良謨

## 著書
- 『朝鮮古典解説』(1931年)
- 『陽明学연론』(1933年)
- 『朝鮮史研究』(1946年)
- 『薝園鄭寅普全集』(1983年)
- 『薝園文録』(2006年4月)[3]